# Gimnàstic de Tarragona
Gimnàstic Tarragona, of kortweg Nàstic, is een Spaanse voetbalclub uit de Catalaanse stad Tarragona. De club speelt vanaf 2019 na een degradatie weer in de Segunda División B, vanaf 2021 Primera División RFEF genaamd. Het thuisstadion van Gimnàstic is het Nou Estadi.

## Geschiedenis
Gimnàstic ontstond in 1914 uit de sportclub Club Gimnástico de Tarragona. Het werd in 1927 kampioen van de Campionat de Catalunya de Segona Categoria. In 1947 promoveerde de club voor het eerst naar de Primera División. In het debuutseizoen werd direct een plaats in de subtop bereikt met een zevende plaats in de eindrangschikking. Na drie seizoenen degradeerde Gimnàstic echter in 1950 en jarenlang speelde de Catalaanse club in lagere divisies (Segunda A, Segunda B, Tercera División). In 1960 won de club de Trofeu Moscardó door in de finale CD Fabra i Coats met 2-1 te verslaan.

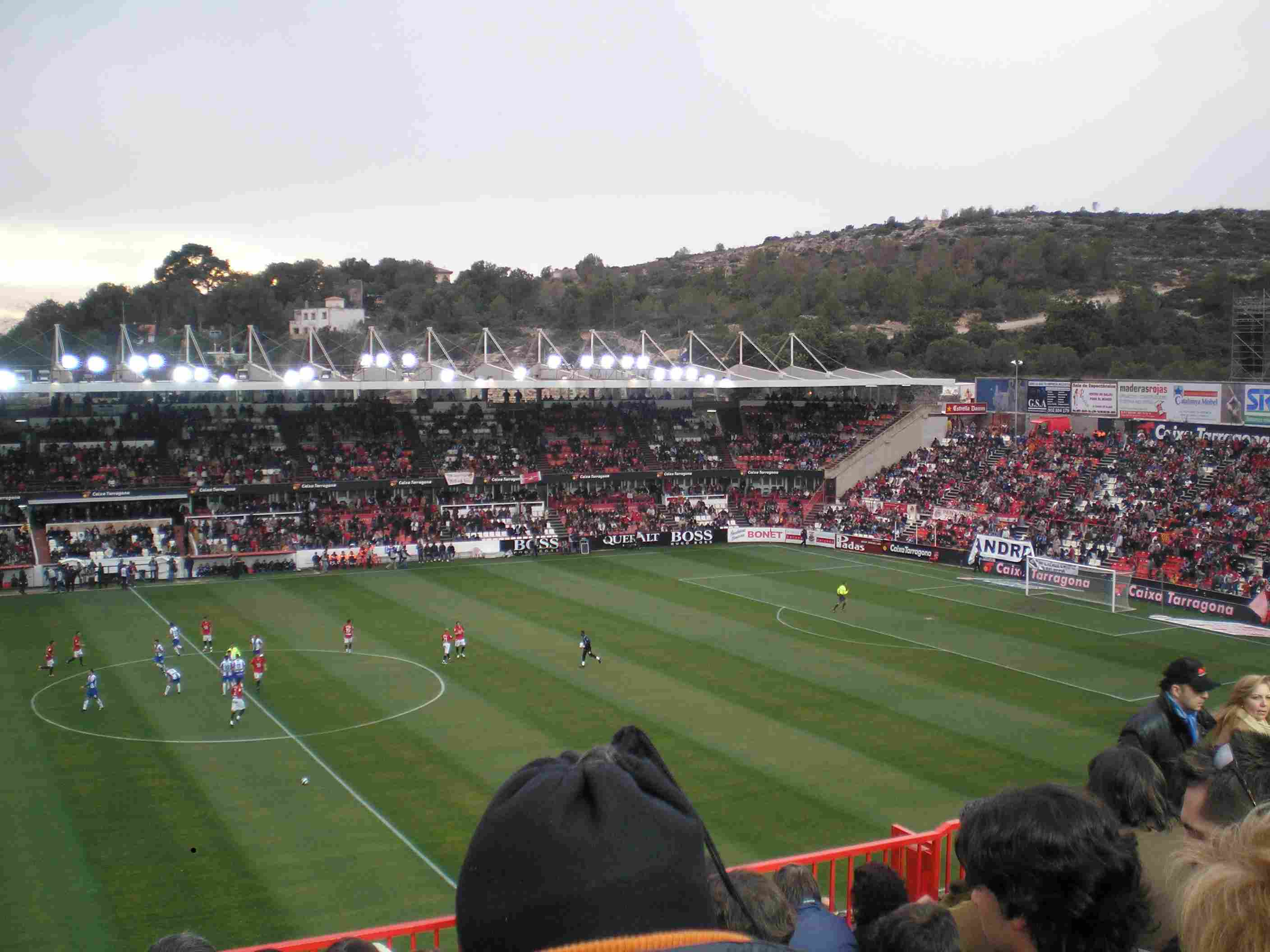
Binnenkant van het Nou Estadi de Tarragona

In 2004 wist Gimnàstic te promoveren van de Segunda División B naar de Segunda A. Twee jaar later, op 3 juni 2006, keerde Gimnàstic na 56 jaar terug in de Primera División. De promotie werd bereikt twee speeldagen voor het einde van de Segunda División A door een 0-0 gelijkspel bij Xerez CD. Op 27 mei 2007 degradeerde de club, alvorens de wedstrijd van die speeldag te spelen, na een jaar weer uit de Primera División. In september 2007 won Gimnàstic voor het eerst in de historie de Copa de Catalunya door in de finale met 2-1 te winnen van FC Barcelona. In 2012 degradeerde Gimnàstic naar de Segunda B na als laatste te zijn geëindigd in de Segunda A. Deze plaats werd vanaf seizoen 2015-2016 weer veroverd door het voorafgaande seizoen kampioen te worden en de promotie af te dwingen langs de play-offs. Tijdens het eerste seizoen werd geflirt om voor een derde keer naar het hoogste niveau van het Spaanse voetbal te keren. Met een derde plaats in de eindrangschikking kon de ploeg zich plaatsen voor de play offs om het derde en laatste ticket te veroveren, maar de ploeg werd uitgeschakeld. De volgende seizoenen waren minder succesvol met achtereenvolgens een veertiende, vijftiende en twintigste plaats. Door dit laatste resultaat degradeerde de ploeg weer en speelt zo vanaf 2019-2020 in de Segunda B. Tijdens het overgangsjaar van de Segunda B 2020/21 kon de ploeg een plaats op het nieuwe derde niveau van het Spaanse voetbal, de Primera División RFEF, afdwingen.  Tijdens het eerste seizoen in deze nieuwe competitie eindigde de ploeg vierde, wat een deelname in de eindronde opbracht.  Tijdens de eerste ronde werd Racing Ferrol met 1-0 uitgeschakeld, maar in de finale bleek het filiaal van Villarreal CF met 2-0 te sterk voor de Catalaanse ploeg.

## Erelijst
- Copa Catalunya

2007, 2012
- Segunda División B

1996-97, 2014-15
- Tercera División

1944-45, 1954-55, 1960-61, 1965-66, 1966-67, 1971-72, 1977-78
- Trofeu Moscardó

1960
- Campionat de Catalunya de Segona Categoria

1926-27

## Eindklasseringen
- 1941 10e
1e regionaal
- 1942 3e
2e regionaal
- 1943 2e
1e regionaal
- 1944 2e
Tercera División
- 1945 1e
Tercera División
- 1946 3e
Segunda División
- 1947 2e
Segunda División
- 1948 7e
Primera División
- 1949 9e
Primera División
- 1950 13e
Primera División
- 1951 15e
Segunda División
- 1952 13e
Segunda División
- 1953 14e
Segunda División
- 1954 10e
Tercera División
- 1955 1e
Tercera División
- 1956 4e
Tercera División
- 1957 6e
Tercera División
- 1958 8e
Tercera División
- 1959 2e
Tercera División
- 1960 9e
Tercera División
- 1961 1e
Tercera División
- 1962 3e
Tercera División
- 1963 6e
Tercera División
- 1964 3e
Tercera División
- 1965 3e
Tercera División
- 1966 1e
Tercera División
- 1967 2e
Tercera División
- 1968 3e
Tercera División
- 1969 2e
Tercera División
- 1970 7e
Tercera División
- 1971 13e
Tercera División
- 1972 1e
Tercera División
- 1973 16e
Segunda División
- 1974 6e
Segunda División
- 1975 13e
Segunda División
- 1976 20e
Segunda División
- 1977 11e
Tercera División
- 1978 1e
Segunda División B
- 1979 2e
Segunda División B
- 1980 19e
Segunda División
- 1981 9e
Segunda División B
- 1982 11e
Segunda División B
- 1983 5e
Segunda División B
- 1984 5e
Segunda División B
- 1985 13e
Segunda División B
- 1986 14e
Segunda División B
- 1987 4e
Tercera División
- 1988 8e
Segunda División B
- 1989 9e
Segunda División B
- 1990 17e
Segunda División B
- 1991 2e
Tercera División
- 1992 9e
Segunda División B
- 1993 10e
Segunda División B
- 1994 11e
Segunda División B
- 1995 16e
Segunda División B
- 1996 2e
Segunda División B
- 1997 1e
Segunda División B
- 1998 15e
Segunda División B
- 1999 16e
Segunda División B
- 2000 9e
Segunda División B
- 2001 2e
Segunda División B
- 2002 20e
Segunda División
- 2003 9e
Segunda División B
- 2004 3e
Segunda División B
- 2005 7e
Segunda División
- 2006 2e
Segunda División
- 2007 20e
Primera División
- 2008 13e
Segunda División
- 2009 10e
Segunda División
- 2010 18e
Segunda División
- 2011 18e
Segunda División
- 2012 22e
Segunda División
- 2013 6e
Segunda División B
- 2014 4e
Segunda División B
- 2015 1e
Segunda División B
- 2016 3e
Segunda División
- 2017 14e
Segunda División
- 2018 17e
Segunda División
- 2019 20e
Segunda División
- 2020 14e
Segunda División B
- 2021 1e
Segunda División B
- 2022 4e
Primera Federación
- 2023 8e
Primera Federación
- 2024 2e
Primera Federación
- 2025 5e
Primera Federación

- Primera División
- Segunda División
- Primera Federación
- Segunda División B
- Tercera División
- 1e regionaal
- 2e regionaal

## Bekende spelers

### Nederlanders
- Berry Powel

### Spanjaarden
- Domènec Balmanya
- Luis Miguel Carrión
- David García
- Mariano Martín
- Carles Mingo
- Antoni Pinilla
- Javier Portillo
- Bruno Saltor
- Dani Tortolero

### Overig
- Hugo Bargas
- Marc Bernaus
- Julio Cáceres
- Sébastien Chabaud
- Abdulrazak Ekpoki
- Etienne Eto'o
- Ariza Makukula
- Aníbal Matellán